# Le Roi et l'Oiseau
Vous lisez un « article de qualité » labellisé en 2015.
Pour plus de détails, voir Fiche technique et Distribution.
Le Roi et l'Oiseau est un film d'animation français créé par Paul Grimault sur des textes de Jacques Prévert, d'après La Bergère et le Ramoneur de Hans Christian Andersen. Sorti en 1980, sa préparation a commencé dès 1946.
Au sortir de la Seconde Guerre mondiale, les ambitions sont grandes pour le studio d'animation des Gémeaux : il se veut le premier du genre en Europe grâce au projet confié à Grimault qui doit aboutir au premier long métrage d'animation français. À la fin de la décennie, des désaccords financiers vont cependant mener l'équipe d'animation à sa perte : une partie est congédiée par les producteurs tandis que les membres restants se pressent d'achever ce qui est déjà accompli : Le Roi et l'Oiseau sort ainsi une première fois en mai 1953 dans une version intitulée La Bergère et le Ramoneur mais désavouée par Grimault et Prévert. Les « restes » de celle-ci sont néanmoins jugés impressionnants et le film remporte un prix au Festival de Venise ainsi que l'admiration de nombreux techniciens du monde de l'animation, dont les futurs fondateurs du Studio Ghibli.
Des années plus tard, les droits du producteur du film sont rachetés par Grimault, qui se remet au travail malgré la dissolution entre-temps de l'équipe originale et la mort en 1977 de Prévert survenue lors des derniers préparatifs pour la mise en chantier de la nouvelle version. Définitive et intitulée Le Roi et l'Oiseau, celle-ci sort finalement au cinéma en mars 1980 où elle reçoit un accueil critique très favorable et de nombreuses récompenses — c'est notamment la première fois que le prix Louis-Delluc récompense un film d'animation. Le film est également ressorti en version remasterisée en 2003.
Le Roi et l'Oiseau constitue un jalon dans l'histoire du dessin animé : premier long-métrage d'animation mis en chantier en France, il s'éloigne des canons du style de Walt Disney et veut proposer au-delà du public d'enfants et d'adolescents traditionnel des réflexions philosophiques grâce à une fable politique et sociale. Il est d'autre part une aventure humaine, le fruit de la collaboration étroite de très nombreux techniciens du monde de l'animation, formés en même temps que chaque version progresse. Le Roi et l'Oiseau est enfin le symbole d'une profonde complicité créative entre Grimault et Prévert, qui ne cesse qu'au décès du poète, alors que tous deux travaillent encore sur le film.

## Synopsis

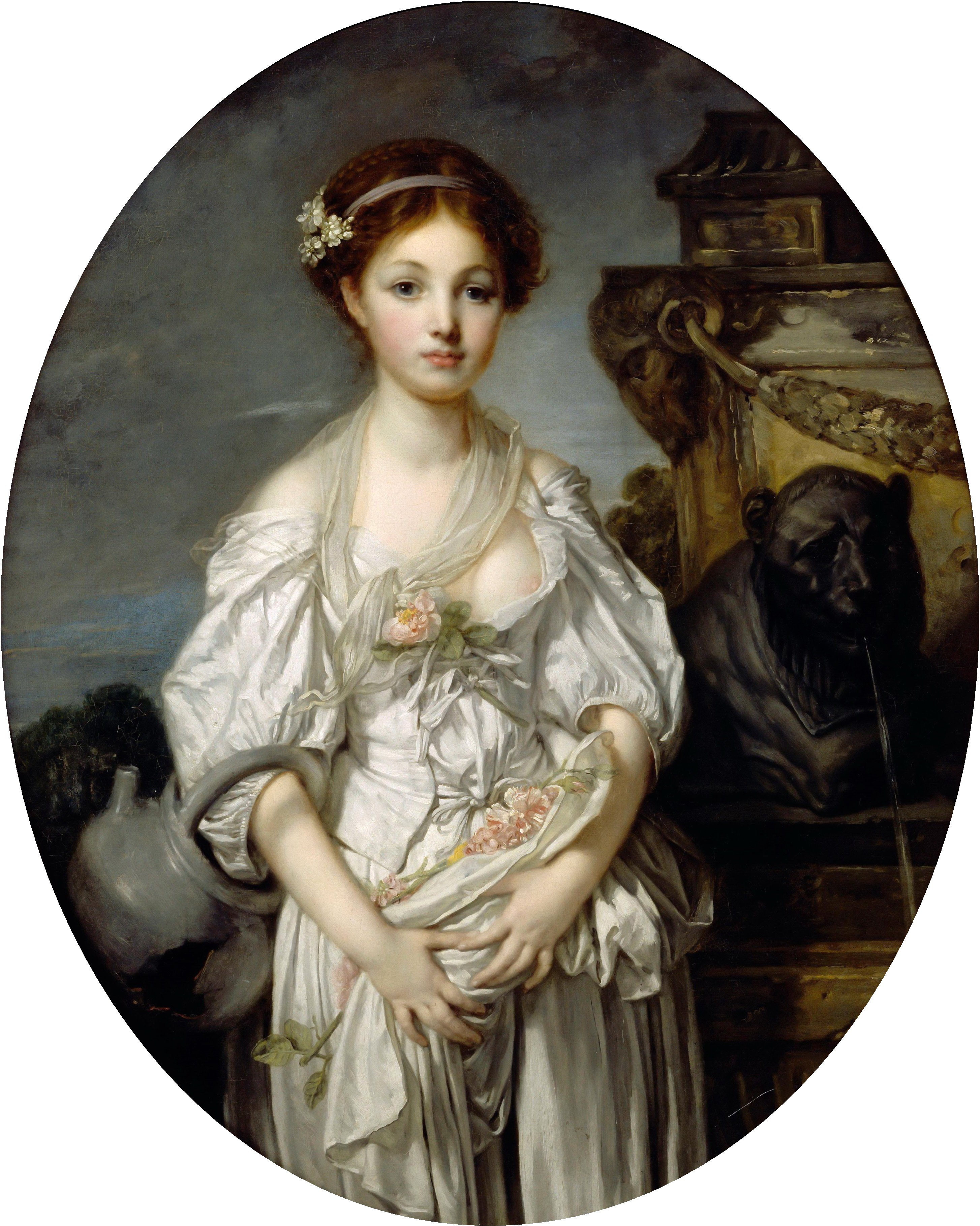
La Cruche cassée peinte par Jean-Baptiste Greuze. Le portrait du roi va briser la cruche de ce tableau, placé au-dessus de la cheminée ; l'eau qui s'en écoule éteint le feu pour permettre aux héros de s'enfuir par le conduit ainsi dégagé.

Le roi Charles-V-et-trois-font-huit-et-huit-font-seize règne en despote mégalomane sur le royaume de Takicardie. Toute la ville est remplie de sculptures à sa gloire, des formes canoniques où le visage anonyme est remplacé par celui du tyran dictatorial, et il élimine arbitrairement ceux qui le contrarient grâce à un système de trappes dissimulées dans le plancher du palais. Un peintre du roi l'apprend d'ailleurs à ses dépens lorsqu'il a l'audacieux professionnalisme de peindre le monarque tel qu'il est : avec son strabisme. Après avoir traité les affaires courantes, le roi se rend dans ses appartements secrets, dans la plus haute tourelle du palais, accessible uniquement par le biais d'un ascenseur privé. Là, il admire chaque soir un tableau représentant une belle bergère, et regarde avec mépris le petit ramoneur qui lui fait face.
Le soir de l'acquisition de son nouveau portrait, le Roi en corrige lui-même le regard pour effacer la convergence des yeux, puis, faute de supporter de se voir tel qu'il est dans un miroir, brise celui-ci à coups de chandelier. La nuit venue, les personnages des tableaux et les sculptures dans les appartements prennent vie, comme à leur habitude. La Bergère et le Ramoneur, voisins depuis bien longtemps et liés par un amour qui ne fait que fortifier leurs velléités de rébellion, projettent de s'enfuir pour échapper à cette prison dorée et découvrir le monde. Mais la statue d'un cavalier antique leur oppose qu'ils ne sont pas faits l'un pour l'autre ; le nouveau portrait du Roi, celui-là même qui fut corrigé de son strabisme, s'anime alors à son tour et offre d'épouser la Bergère, approuvé en cela par le cavalier, qui rappelle que les bergères, dans les contes, épousent les rois ; il décide également que le mariage se fera le soir-même. La jeune fille entreprend alors avec le Ramoneur de s'enfuir des appartements par le conduit de la cheminée, tous deux quittant le cadre de leurs tableaux. Le trouble qui s'ensuit réveille le Roi qui dormait là ; le tyran se retrouve alors face à son double peint, sorti à son tour du cadre, et une lutte s'engage entre les deux représentants du pouvoir. Le double finit par se débarrasser de son modèle dans une trappe, puis lance sa police secrète à la poursuite des deux amoureux afin de capturer le « petit ramoneur de rien du tout » et épouser la belle bergère.

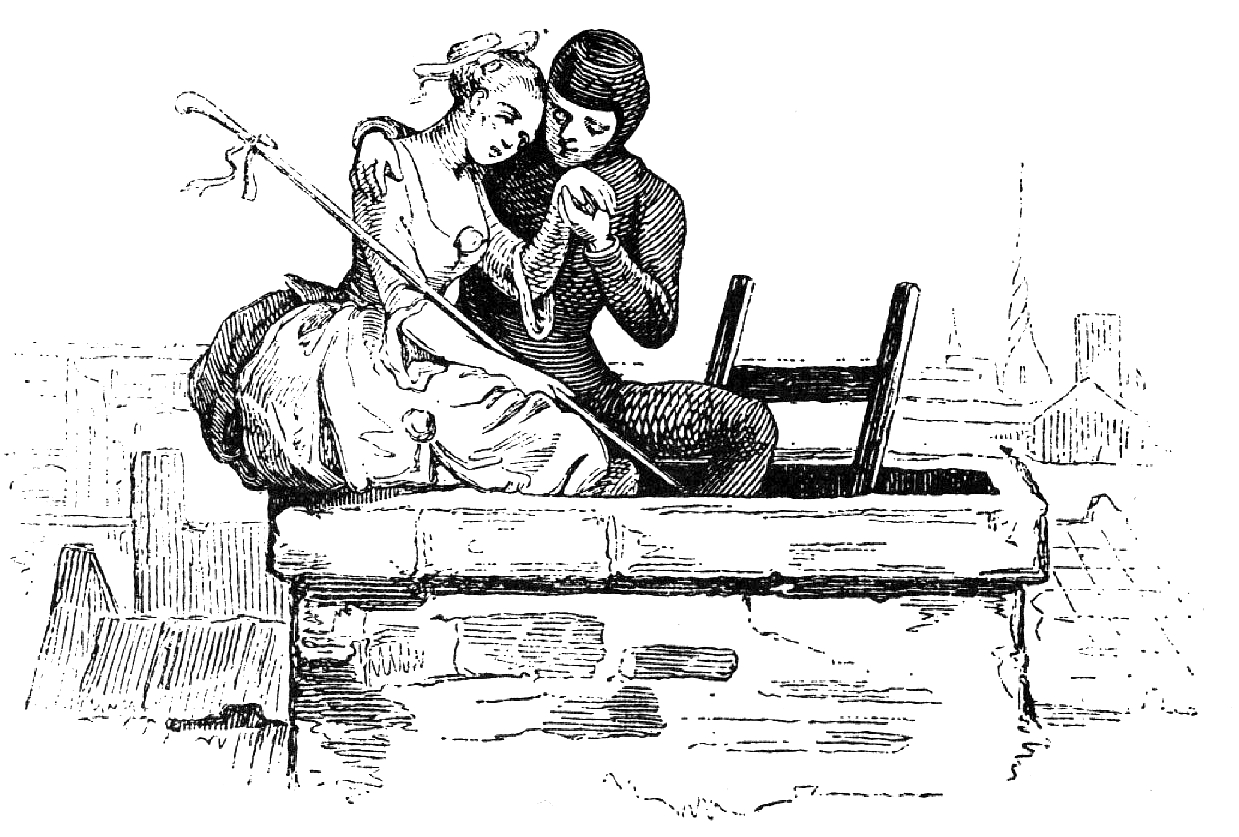
Les deux héros du conte, tels qu'illustrés par Vilhelm Pedersen.

De leur côté, les deux jeunes gens découvrent le monde, en l'occurrence les toits du gigantesque palais de Takicardie. Dans leur promenade émerveillée, ils vont apercevoir un oisillon en difficulté, pris au piège dans une cage au bord du vide ; l'agilité du Ramoneur lui permet de sauver le petit, qui s'avère être le rejeton le plus turbulent du non moins turbulent Oiseau. Celui-ci, dont l'épouse a été tuée dans un « accident de chasse » à attribuer au Roi, a l'habitude de narguer son ennemi depuis les cieux. Avec son aide, les deux amants parviennent à fuir la police, mais leur entreprise est mise à mal par les multiples pièges des agents du Roi. Séparés de l'Oiseau, la Bergère et le Ramoneur se perdent dans la ville basse, où ils suscitent la pitié et l'admiration des pauvres qui n'ont jamais vu la lumière du jour et ignorent à quoi ressemble un oiseau.
Le Roi finit cependant par capturer la Bergère et prépare leur mariage public, qui sera célébré en grande pompe. Le Ramoneur et l'Oiseau, capturés par la police, sont envoyés à l'usine qui fabrique tous les objets destinés à la propagande royale pour travailler sur la chaîne de montage des bustes. Le Ramoneur reporte sa colère sur les représentations royales, qu'il barbouille ; las de ce travail aliénant, l'Oiseau s'amuse avec son jeune compagnon à maculer les statues d'une peinture insolente et de quelques plumes colorées. Ils sont ensuite jetés aux lions pour ce crime de lèse-majesté mais parviennent à s'en faire des alliés, grâce à l'aide d'un joueur d'orgue de barbarie aveugle, qui charme les fauves puis va les aider à s'échapper ; la population de la ville basse sort de l'ombre, attirée par cet étrange et joyeux cortège mené par l'Oiseau et le Ramoneur, et tous arrivent jusqu'au palais où ils empêchent le mariage.
Le Roi s'enfuit néanmoins avec la Bergère sur son automate géant, qui devait servir à l'animation de la cérémonie, mais l'Oiseau parvient à en prendre le contrôle après avoir assommé le machiniste. Il démolit alors le palais avec le robot, d'abord maladroitement puis de plus en plus méthodiquement. Pendant ce temps, le Ramoneur affronte le Roi au sommet de l'Automate. Acculé, le Roi tente de poignarder le Ramoneur dans le dos, mais l'Oiseau l'en empêche en le saisissant avec la main de la machine puis active une soufflerie qui propulse le Roi loin dans les airs.
Tous les habitants ont fui la ville, qui n'est plus qu'un monceau de gravats. Seul reste l'Automate abandonné, assis dans une posture pensive. Au petit jour, l'un des oisillons de l'Oiseau s'est encore fait piéger dans une cage, mais personne n'est plus là pour le libérer. L'Automate s'anime alors, sans machiniste, et, de sa propre volonté, libère l'oisillon, puis écrase la cage d'un coup de poing.

## Fiches techniques

### La Bergère et le Ramoneur(1953)
- Titre : La Bergère et le Ramoneur
- Réalisation : Paul Grimault

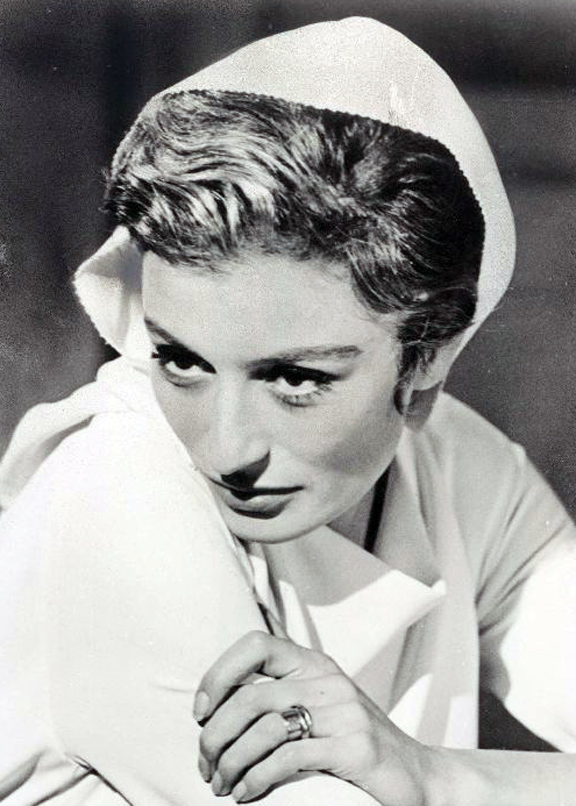
Anouk Aimée, l'interprète originale de la Bergère.

- Scénario : Jacques Prévert et Paul Grimault, d'après La Bergère et le Ramoneur de Hans Christian Andersen
- Dialogues : Jacques Prévert
- Découpage technique : Pierre Prévert et Paul Grimault
- Animation : Henri Lacam, Léon Dupont, Gabriel Allignet, Georges Juillet, Alberto Ruiz, Pierre Watrin, Jacques Leroux, Roland Genestre, Jacques Vausseur ; et P. Granger, G. Dubrisay, J. Mutschler, P. Landrot, P. Ovtcharoff, J. Rannaud, R. Rosé, R. Segui
- Son : Antoine Archimbault
- Montage : Gilbert Natot
- Musique : Joseph Kosma
- Chansons : Jacques Prévert et Joseph Kosma, interprétées par J. Jansen, F. Loris, E. Amado et Pierre Brasseur (la berceuse)
- Enregistrement et choix des voix : Pierre Prévert
- Production : André Sarrut
- Sociétés de production : Les Gémeaux, Clarges Films
- Société de distribution : Alliance Générale de Distribution Cinématographique (AGDC)
- Budget : au moins « 500 millions de l'époque[2] » (au moment de la rupture)
- Pays d'origine :  France
- Langue originale : français
- Format : Technicolor AGDC – 35mm – 1,37:1 – Son mono
- Durée : 63 minutes
- Date de sortie : 29 mai 1953 aux cinémas parisiens Normandie et Rex[3]

### Le Roi et l'Oiseau(1980)
- Titre : Le Roi et l'Oiseau
- Réalisation : Paul Grimault
- Scénario : Jacques Prévert et Paul Grimault, d'après La Bergère et le Ramoneur de Hans Christian Andersen
- Dialogues : Jacques Prévert
- Décors : Paul Grimault, avec la collaboration artistique de Lionel Charpy et Roger Duclent ; pour les extraits de La Bergère et le ramoneur : Louis Danet, Roger Duclent, Bernard Fiévé, Michel Saufnai, E. Zilahy pour les décors et Geneviève Helbig pour le traçage et le gouachage
- Animation : Gabriel Allignet (engrenages, démolitions, eau, feu, etc.), Alain Costa (le petit clown, l'oisillon), Guy Faisien (les fauves), Philippe Landrot (le Roi), Philippe Leclerc (le Robot et, avec Émile Bourget, le feu d'artifice), Franco Milia (l'Oiseau du prologue), Alberto Ruiz (la Bergère, le Ramoneur, le Maire) ; et Henri Lacam, Marcel Colbrant, Jean Vimenet, Bernard Roso, Pierre Watrin, Coraline Yordamlis[4] ;
  - et pour les extraits de La Bergère et le ramoneur : Henri Lacam, G. Allignet, J. Aurance, Gilbert Dubrisay, Roger Dumotier-Cazes, L. Dupont, R. Genestre, P. Granger, G. Juillet, P. Landrot, J. Leroux, L. Logé, Robert Moreau, J. Mutschler, P. Ovtcharoff, J. Rannaud, R. Richez, R. Rosé, A. Ruiz, R. Ségui, J. Vausseur, P. Watrin
- Traçage : Gigi Bonnin, Simone Bruyères, Lidia Cardet, Françoise Gillot, Colette Jacquemot, Charlotte Roger
- Gouachage : Madeleine Camolli-Beauchesne, Frédérique Doyère et Pierre Grimault
- Image : Gérard Soiran
- Son : Henri Gruel, René Hanotel
- Montage : Paul Grimault (image), Aline Asséo et René Chaussy (son)
- Musique : Wojciech Kilar
  - Chansons extraites de La Bergère et le Ramoneur : Jacques Prévert (paroles), Joseph Kosma (musique), Jacques Jansen, Eric Amado et Jean Martin (chant)
- Choix des voix et collaboration artistique : Pierre Prévert
- Sociétés de production : Les Films Paul Grimault, Les Films Gibé, Antenne 2
- Sociétés de distribution : Gebeka Films (reprise de 2003), Sophie Dulac Distribution (version restaurée de 2013)
- Pays d'origine :  France
- Langue originale : français
- Format : Eastmancolor – 35mm – 1,37:1 – Son mono
- Durée : 83[5],[6]
- Date de sortie : 19 mars 1980 ; 22 octobre 2003 (première version restaurée) ; 3 juillet 2013 (seconde version restaurée)

## Distribution

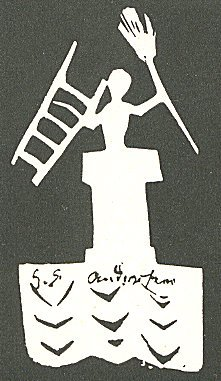
Silhouette du Ramoneur esquissée par Hans Christian Andersen.

### Voix deLa Bergère et le Ramoneur(1953)
- Anouk Aimée : la Bergère
- Serge Reggiani : le Ramoneur
- Pierre Brasseur : l’Oiseau
- Fernand Ledoux : le roi Charles-V-et-trois-font-huit-et-huit-font-seize
- Roger Blin : l'Aveugle
- Étienne Decroux : le Haut-Hurleur
- Yves Deniaud : le Chef de la police
- Félix Oudart : le Sentencieux
- Marcel Pérès : le Belluaire
- Maurice Schutz : le Vieux Mendiant

### Voix duRoi et l'Oiseau(1980)
- Jean Martin : l'Oiseau
- Pascal Mazzotti : le roi Charles-V-et-trois-font-huit-et-huit-font-seize
- Agnès Viala : la Bergère
- Renaud Marx : le Ramoneur
- Raymond Bussières : le Chef de la police
- Hubert Deschamps : le Sentencieux
- Roger Blin : l'Aveugle
- Philippe Derrez : le Liftier et le Speaker
- Albert Médina : le Belluaire et le Haut-Hurleur
- Claude Piéplu : le Maire du Palais
- Lionel Charpy
- Jacques Colombat
- Jean Herbert
- Robert Lombard
- Jean Mermet
- Vincent Montrobert
- Pierre Risch
- Bruno Sermonne
- Jean Vimenet
- Jeanne Witta

## Production
« Nous sortions de la guerre et les espérances dans tous les domaines étaient grandes. »

— Paul Grimault

### Le défi du «premier long-métrage d'animation français»

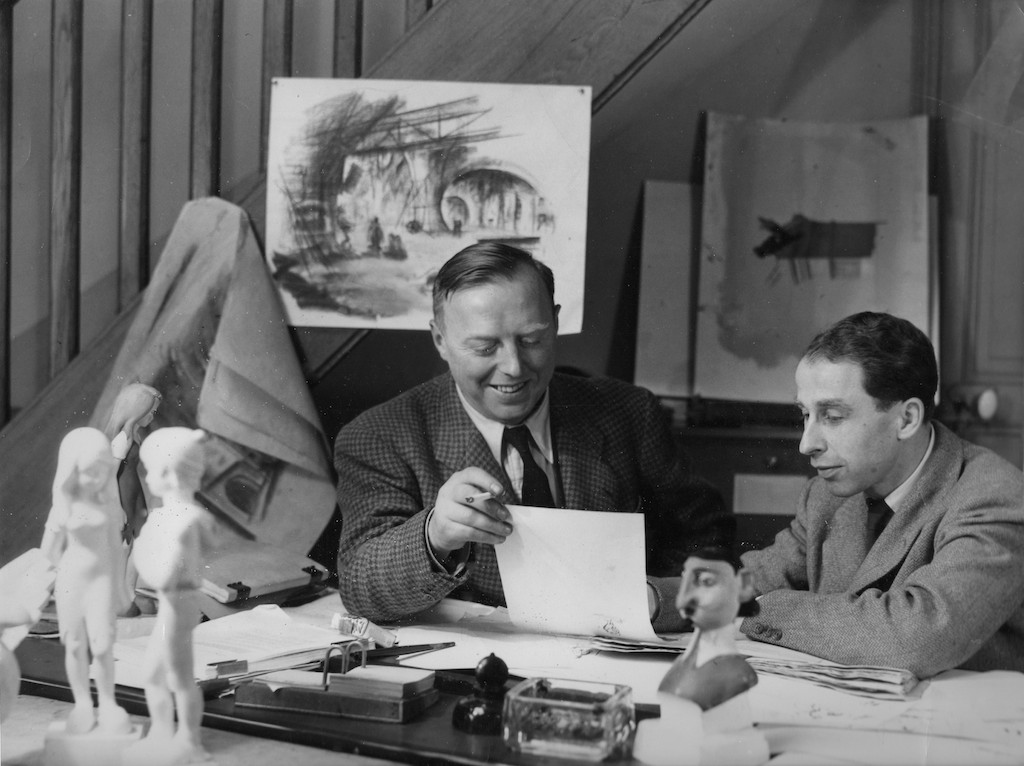
Paul Grimault (à gauche) et André Sarrut (à droite), à l'époque de leur collaboration au sein des Gémeaux. Au premier plan : les statuettes des personnages, qui servent de références d'échelle et de proportion pour les animateurs.

Dans les années 1930, Paul Grimault apparaît comme l'un des précurseurs du dessin animé français — qui n'existe alors qu'à l'état de court métrage — quand il fonde dès 1936 avec André Sarrut la société de dessin animés Les Gémeaux, au 18, rue de Berri, qui va s'avérer être la première dans ce domaine à prétendre à une ampleur internationale. S'éloignant des cadres esthétiques qu'impose alors l'influence de Walt Disney, il est à l'origine d'une nouvelle école de dessin animé, qui propose une réflexion et des allégories, notamment philosophiques, à un public non exclusivement enfantin,. L'époque est en effet celle de la mise en place de la suprématie de Disney, que Grimault va ponctuellement contrer par sa première collaboration avec le poète Jacques Prévert : leur court-métrage Le Petit Soldat (1947) reçoit en 1948 à la Mostra de Venise le Prix international ex æquo avec Mélodie Cocktail de Disney.
L'idée du Roi et l'Oiseau, qui va connaître une première vie sous le titre La Bergère et le Ramoneur, émerge en 1945, lors de la préparation du Petit Soldat. Prévert et Grimault sont alors amis depuis une quinzaine d'années : ils se sont rencontrés en 1930 ou 1931,, et projettent de réaliser à sa suite une autre adaptation d'un conte de Hans Christian Andersen puisque l'œuvre du conteur, sur laquelle ils travaillent alors, leur plait par son caractère inépuisable. Ils savent d'ores et déjà qu'ils disposeront d'un appui financier conséquent car la période paraît opportune aux investisseurs. Après avoir hésité sur Les Cygnes sauvages et La Reine des neiges plus particulièrement, leur choix se fixe sur La Bergère et le Ramoneur, conte susceptible de laisser de la place pour des développements personnels des poètes, dont ils ne gardent finalement que la substance des deux personnages principaux, deux bibelots qui veulent s'enfuir dans le vaste monde. Tandis que Grimault achève le montage du Petit Soldat, Prévert se retire à Saint-Paul-de-Vence pour réfléchir sur le scénario et retourne de temps à autre à Paris pour rejoindre son collègue, qui amorce entre-temps des études de personnages et des esquisses de décors.
Le projet acquiert peu à peu une importance qui dépasse la simple ambition technique : les Gémeaux ont en effet décidé de se lancer dans un long-métrage d'animation, pari inédit en France, et les références en ce domaine sont bien maigres ; il n'y a en fait que Blanche-Neige et les Sept Nains (1937), sorti une dizaine d'années plus tôt, qui fait figure de modèle incontesté de long-métrage et cristallise alors l'admiration de toute la profession par son accomplissement technique. L'enjeu est ainsi de réaliser le premier long-métrage d'animation français.

### La Bergère et le Ramoneur(1953)

#### La tentative deLa Bergère et le Ramoneur

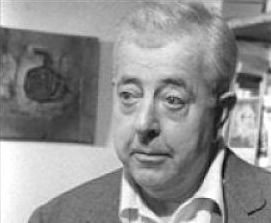
Le poète Jacques Prévert en 1961.

Tout promet la réussite au projet : Grimault et Prévert sont pleins d'optimisme devant la richesse que permet un long-métrage par rapport à leurs courts habituels, et les producteurs confiants. Grimault ne manque alors pas de moyens : le film est doté d'un budget hors normes, et l'équipe d'animation, qui part seulement d'une dizaine de personnes vouées à se former elles-mêmes au fur et à mesure du développement, atteint finalement en 1949 la centaine,, ce qui fait d'elle « probablement la plus importante d'Europe. » Le nombre se justifie par la longueur du film prévu et les délais de réalisation qui ne sont pas censés excéder les durées habituelles ; l'équipe, recrutée en partie dans des écoles de dessin afin de pourvoir tous les postes que laisse présager une société grandissante comme Les Gémeaux, s'installe dans un vaste hôtel particulier à Neuilly-sur-Seine pour être plus à l'aise que dans le studio qui servit au Petit Soldat, désormais bien exigu pour tant de collaborateurs,,. Seul garde-fou fixé initialement : la production ne devra pas excéder trois ans,.

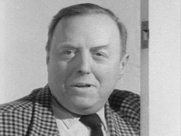
Le réalisateur Paul Grimault en 1961.

La Bergère et le Ramoneur est au départ conçu pour remporter l'adhésion de tous types de publics, et pas seulement celle des enfants auxquels s'adressait le Blanche-Neige et les Sept Nains de Disney. Mais comme le film est potentiellement exploitable aux États-Unis et que les studios hollywoodiens font à l'époque maints efforts pour éviter d'apeurer le public en bas âge, notamment en éradiquant les représentations de reptiles, une séquence mettant en scène un serpent de mer est supprimée du scénario. La précaution est finalement superflue, puisque le film n'est pas diffusé outre-Atlantique et Grimault réfutera cette décision en reprenant le film des décennies plus tard : « Il s'était passé tellement de choses dans le monde depuis vingt-cinq ans qu'on n'avait plus besoin de prendre des gants. Toutes ces injustices, cette violence, ce racisme. Quand on voit autant de choses foulées aux pieds, partout, il n'y a pas de raison de baisser pudiquement les yeux sur tout ça. »
L'avantage d'une large équipe composée des plus prometteurs jeunes animateurs est, qu'une fois oubliées des perspectives de carrière plus attrayantes chez Disney, chacun apporte peu à peu une touche personnelle aux personnages ou aux scènes. Pierre Wattrin réussit ainsi du premier coup la scène où le cheval de pierre s'échappe dans la tapisserie. Tel animateur à la vie familiale épanouie avec sa femme et ses filles est chargé d'animer la Bergère, avec ses sourires heureux ou ses moues boudeuses, quand tel autre à la mobilité réduite anime un Chef de la police en faible forme physique ou les personnages légers. Cette époque faste de création dure de 1948 à 1950.

#### Le conflit des Gémeaux
La conception du film s'interrompt néanmoins brusquement pour des questions financières et créatives, en partie du fait d'une sous-estimation du devis initial, qui n'avait même pas incorporé le découpage définitif. « Il n'y avait plus d'argent pour poursuivre », évoque un réalisateur qui doit faire face au licenciement d'une partie de son équipe en 1949, à des reproches de perfectionnisme excessif et à des procédés qu'il se refuse à soutenir : couper court aux scènes qu'il reste à terminer, aller achever certains celluloïds à Londres à partir de septembre 1949, ou monter sans souci de continuité les prises de vue. Puis s'ensuit en 1950 l'éviction de Grimault lui-même, jugé trop exigeant. Son associé des Gémeaux et producteur André Sarrut, pressé par les dépassements de budget, achève le film sans le soutien du réalisateur et de Prévert. Le dessinateur Pierre Nicolas, alors engagé sur le projet, se souvient des temps troublés qui ont mené à cette rupture : « Ça n'allait pas si bien que ça, puisque deux ou trois ans plus tard Grimault jouait un peu les Pénélope. Je veux dire par là qu'après avoir fait travailler une équipe pendant plus d'un an sur un personnage animé, il arrivait et demandait à tout changer. C'était comme ça pour tout. Son meilleur ami [André Sarrut], qui finançait le film à l'époque, en eut assez et cessa de lui fournir de l'argent. » Dans ses mémoires, le réalisateur lui-même note avec amertume le changement d'ambiance : « Nous ne voulions pas nous l'avouer, mais c'était déjà une usine ». L'équipe d'animation finit par se scinder en deux ; l'une, loyale à Grimault et Prévert, préférant quitter le navire avec eux, et l'autre, loyale à Sarrut, choisissant de continuer et d'achever la réalisation du film.
Présenté à la Biennale de Venise en 1952 où il reçoit le Grand Prix, probablement du fait de ses « beaux restes », La Bergère et le Ramoneur sort en 1953, avec un montage non supervisé et désavoué par les deux auteurs. Deux déroulants accompagnant les projections stipulent que Grimault se dédouane des responsabilités sur ce film qu'il n'a pu achever selon son souhait, et l'exploitation commerciale du film est un échec qui va mener la société des Gémeaux à sa faillite.
De son côté, Paul Grimault a momentanément délaissé l'univers des dessins animés. Il accepte l'offre que lui fait Henri Langlois de rejoindre la Cinémathèque française et ne réalise plus pour un temps que des films publicitaires, ce qui lui permet de fonder en 1951 sa propre société de production, Les Films Paul Grimault, pour laquelle il travaille dans un studio de la rue Bobillot.

### Le Roi et l'Oiseau(1980)
« On dit que j'ai mis trente-cinq ans pour faire Le Roi et l'Oiseau... En réalité, j'ai mis cinq ans (en deux fois) pour le réaliser et trente pour trouver le fric ! »

— Paul Grimault

#### Développement d'une nouvelle version
En 1967,,,, alors que Les Gémeaux ont fait faillite et que les droits du film sont parvenus à expiration, Paul Grimault les récupère en achetant au début de l'année 1967 le négatif du film, auprès d'un des acquéreurs qui s'attachèrent au film après sa mise en vente aux enchères publiques. Grimault n'envisage cependant pas de reconduire les droits, ne reconnaissant pas La Bergère et le Ramoneur comme son œuvre. Une mauvaise surprise guette cependant le réalisateur, qui s'aperçoit qu'une partie substantielle des négatifs correspondant à sa vision refusée de la première version a disparu et que son travail va être de l'ordre d'une « re-création totale » :

« Personne ne savait ce qu'étaient devenus les dessins d'animation, les cellulos, les trois cents et quelque décors, les plans supprimés au montage, les chutes d'images et de son qui m'auraient permis de rétablir la version originale du film. Si je voulais montrer La Bergère et le Ramoneur, c'était la version Sarrut ou rien. [...] L'idée nous est venue de faire un nouveau film qui se rapprocherait davantage de l'esprit du scénario d'origine mais qui serait un film différent, comme peuvent être différentes deux toiles d'un même paysage peintes par le même peintre, l'une par temps gris et l'autre par beau temps. »

— Paul Grimault,
Un autre problème majeur ralentit la reprise du projet pendant des années : trouver un budget. L'entreprise n'est pas aisée, car quand Grimault ne se voit pas rétorquer que « tout le monde a déjà vu ce film », on lui oppose qu'il vaudrait mieux en faire un court-métrage. Pour financer cette nouvelle version, Grimault reçoit notamment des offres de compagnies américaines et soviétiques qui souhaiteraient le voir venir sur leur sol mais les refuse pour pouvoir conserver l'équipe à laquelle il tient ; une compagnie nippone lui propose également de venir réaliser un tout autre film au Japon ; il s'en sort finalement grâce à une avance sur recettes d'un montant d'1 million de francs que lui concède le CNC en 1976. Le CNC exige cependant des gages de fiabilité qui poussent Grimault à demander l'aide de Robert Dorfmann, producteur de films audacieux comme Le Corniaud et Papillon. Grâce aux participations financières de celui-ci à travers Les Films Corona ainsi que d'Antenne 2, Grimault parvient à boucler son budget, mais ses moyens sont bien restreints par rapport à l'époque dorée de la conception de La Bergère et le Ramoneur,. Il peut néanmoins compter sur la richesse de sa complicité avec Prévert, qui les mènera entre-temps à réaliser de nombreux courts-métrages ensemble, tels que La Faim dans le monde, Les Diamants et Le Chien mélomane.

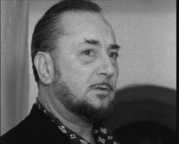
Pierre Brasseur (ici en 1961) a tant inspiré le personnage de l'Oiseau que lui trouver un successeur pour la nouvelle version devient problématique.

Grimault retrouve enfin Prévert en 1976 pour se pencher avec lui sur le scénario de la seconde version, mais le poète, malade, meurt en avril 1977, année où la réalisation a redémarré, alors que Grimault est encore à la recherche de fonds. Jusqu'à la fin, les deux coauteurs ont l'habitude de se voir chez Prévert, à Omonville-la-Petite, en Normandie, et leurs promenades en bord de mer sont autant d'occasions de discuter du film, et notamment de la dernière scène que Prévert élaborera : le plan final, dans lequel l'automate libère le petit oiseau. « Même à la fin, se sachant très malade, ce travail était en quelque sorte pour lui une survie. Il savait qu'il ne verrait pas le film, mais c'était une revanche qu'il prenait », se souvient Grimault. Le cas de Prévert est symptomatique du défi de taille qui attend le film : Le Roi et l'Oiseau, qui va concilier des extraits de la première version avec de nouveaux sons et images, doit être poursuivi et achevé malgré la perte d'une partie de l'équipe initiale. Or, la fière équipe de la belle époque des Gémeaux n'existe plus. Quand ses animateurs talentueux ne sont pas disparus entre-temps, ils se sont dispersés dans nombre d'ateliers indépendants qui se font concurrence sur des projets moins prestigieux, comme dans le marché des films publicitaires, que Grimault a lui-même connu en quittant la Bergère et le Ramoneur. Quant aux comédiens principaux, Serge Reggiani ne peut plus exprimer la jeunesse du Ramoneur et Pierre Brasseur est au nombre des disparus ; dans le rôle de l'Oiseau, qui avait été animé d'après ses enregistrements de voix, le comédien Jean Martin, issu de la compagnie Renaud-Barrault, le remplace sur la suggestion de Pierre Prévert. L'entreprise est sans commune mesure avec le travail de création de voix dans l'animation en général : les nouveaux interprètes doivent coller très précisément à l'interprétation de leurs prédécesseurs. Mais les nouveaux enregistrements sont également l'occasion d'améliorations, à l'image de Roger Blin, seul comédien ayant retrouvé son rôle, dont Grimault apprécie la voix qui se fait plus grave et émouvante.

#### L'avènement duRoi et l'Oiseau
S'ensuivent de longues années de travail durant lesquelles le réalisateur va reprendre les scènes existantes et les « dégraisser » pour en tirer 40 minutes, dessiner 45 minutes de nouvelles séquences et les remonter entièrement pour donner les 87 minutes du Roi et l'Oiseau face aux 63 minutes récupérées de La Bergère et le Ramoneur. Les scènes qui sont les plus retravaillées sont notamment celles du mariage, des fauves, et celles se déroulant de nuit, du fait de diverses malfaçons inadéquates selon Grimault. Heureusement pour ceux qui s'attèlent à reprendre des scènes de cette première version, sa production en Technicolor a permis de conserver les couleurs dans le temps, et à partir de celle-ci, des studios londoniens vont ensuite effectuer un négatif en Eastmancolor. Grimault a de plus conservé le souvenir précis de la palette de couleurs utilisée, ce qui facilite les raccords. L'équipe compte alors une trentaine de personnes, en grande partie renouvelée, à l'image finalement de la structure inédite qu'aurait trouvée Grimault s'il était parti aux États-Unis. La continuité est néanmoins assurée par quelques anciens comme Pierre Prévert, le frère du poète disparu.
Dans un article paru dans L'Écran fantastique, le jeune Christophe Gans relate le relatif anonymat de Paul Grimault durant ces années de silence : « Personne ne portait plus quelque attachement à ce poète aux yeux fatigués mais au coup de crayon vivace », « [lui qui] n'était plus qu'un nom dans les énormes et ingrates encyclopédies du septième art, ses dernières réalisations en court-métrage ayant été balayées par la déconsidération commerciale des « premières parties » ». Le réalisateur travaille toujours rue Bobillot avec une nouvelle génération de collaborateurs qu'il « découvre » lui-même et qu'il contribue quelque temps à former avant de les laisser voler de leurs propres ailes, au nombre desquels se trouvent Jacques Colombat, Philippe Leclerc ou Jean-François Laguionie.
À mesure que la seconde version avance, il devient évident que le scénario a tant évolué que les personnages principaux ont changé, et c'est tout naturellement que la Bergère et le Ramoneur laissent leur place dans le titre aux deux principaux antagonistes, le Roi et l'Oiseau. Ce changement permet aussi d'éviter tout risque de confusion avec la première version. Grimault s'occupe de monter l'image et la musique et laisse les modifications plus précises à ses associés, sans s'empêcher d'intervenir par moments auprès des comédiens, par exemple pour recommander à l'interprète de la chanson de l'Oiseau de ne pas maquiller sa voix s'il lui arrive de chanter faux. Le film, achevé en novembre 1979 après cinq années de travail effectif, est dédié à Prévert, pour qui il a pu faire office de chant du cygne, puisque le poète a entre-temps été dégoûté du cinéma par l'échec des Portes de la nuit.

## Musique

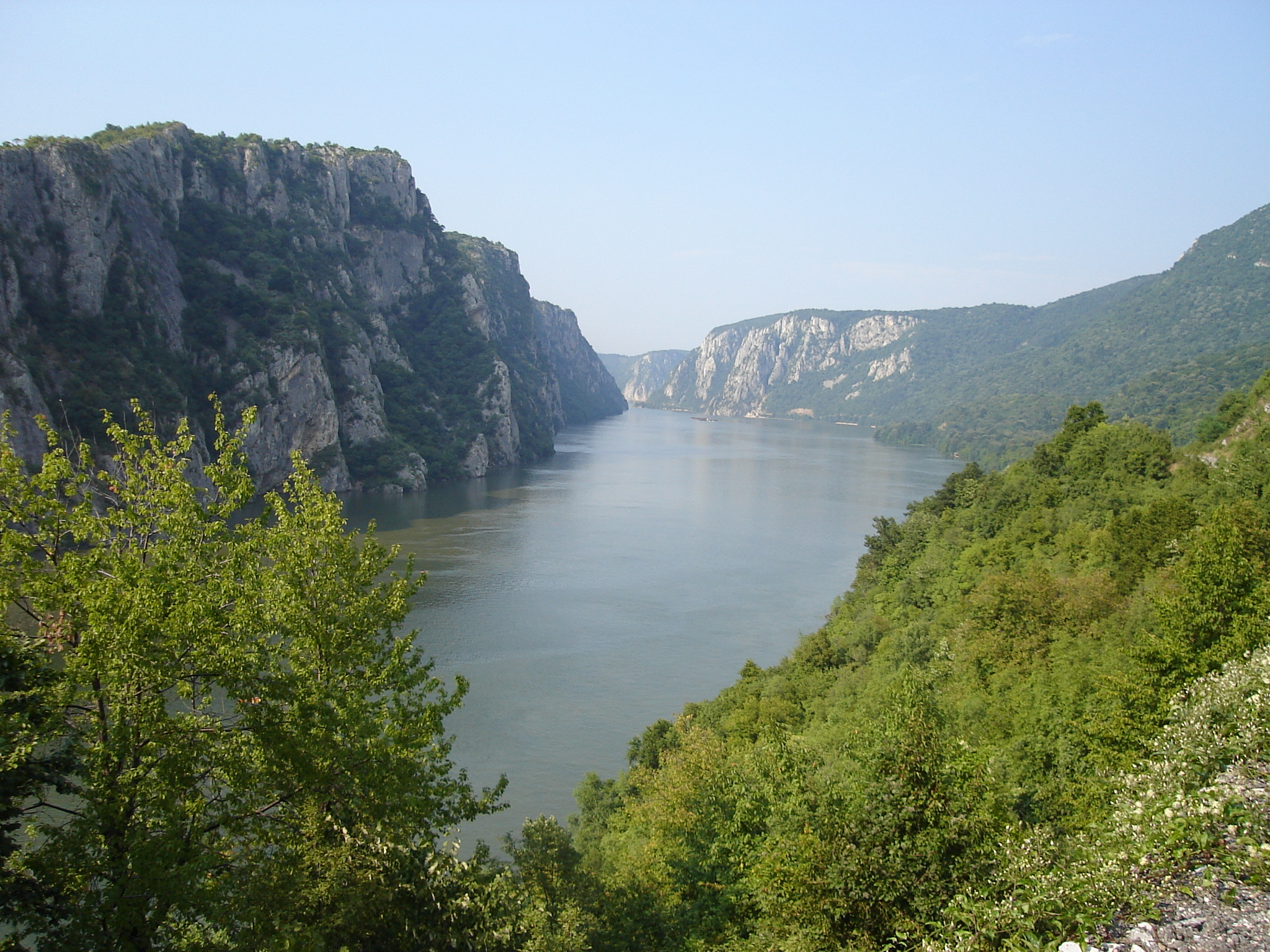
Georges Franju, ami de Grimault, lui conseille de rechercher un compositeur parmi les musiciens du Danube.

### Joseph Kosma, compositeur deLa Bergère et le Ramoneur
Le premier compositeur des ambiances du royaume de Takicardie est le Hongrois Joseph Kosma. Lors de la réalisation de La Bergère et le Ramoneur, trois chansons (la chanson du mois de mai entendue dans une boîte à musique, la berceuse chantée par l'Oiseau à ses oisillons, et la chanson chantée par les oisillons) sont composées par lui, sur des paroles de Jacques Prévert en plus des quelques chœurs initialement prévus pour donner de l'ampleur, et dont ne subsistera dans la première version qu'un chœur de courtisans.
Il n'est cependant pas question que Kosma revienne pour la seconde version : Grimault, Prévert et lui se sont définitivement fâchés en 1950, le compositeur, malgré ses nombreuses associations précédentes avec Prévert, ayant refusé de se désolidariser de La Bergère et le Ramoneur. Kosma arguait qu'il avait déjà achevé son travail et ne pensait plus devoir être impliqué dans le conflit qui opposait les créateurs à Sarrut, et avait livré ses compositions à la production ; ceux-ci lui reprochaient son manque de loyauté pour ne pas les avoir suivis.

Selon Jean-Pierre Pagliano, « le comportement de Kosma avait étonné et scandalisé Prévert et Grimault : au lieu de se solidariser avec eux, il avait livré sa musique aux Gémeaux [studio de production du film] et estimé ne pas être impliqué dans l'affaire de La Bergère. Il reconnaît, dans une lettre à Prévert du 22 décembre 1952, ne l'avoir pas prise, cette affaire, suffisamment au sérieux. Il est évident que cela est grave, peut-être même impardonnable, mais plutôt bête que méchant. Ces regrets tardifs n'y changeront rien, la rupture est consommée ».

### Nouveau compositeur pourLe Roi et l'Oiseau: le choix de Wojciech Kilar
Au moment de retourner travailler sur la seconde version, Grimault, qui juge par ailleurs que la contribution de Kosma est très inégale et consiste majoritairement en du « remplissage » répétitif, quand les sons n'ont tout simplement pas été endommagés par les ans, approche Maurice Jarre, un associé de longue date de son ami Georges Franju, sans que cela n'aboutisse à une collaboration. La recherche d'un compositeur taraude les deux auteurs jusqu'à la disparition de Prévert et Grimault fait finalement appel au compositeur polonais Wojciech Kilar, dont la partition sur La Terre de la grande promesse lui a fait grand effet. Kilar est francophile, grand admirateur de Prévert, et son contact avec Grimault tout à fait réussi dès leur première rencontre en octobre 1978.

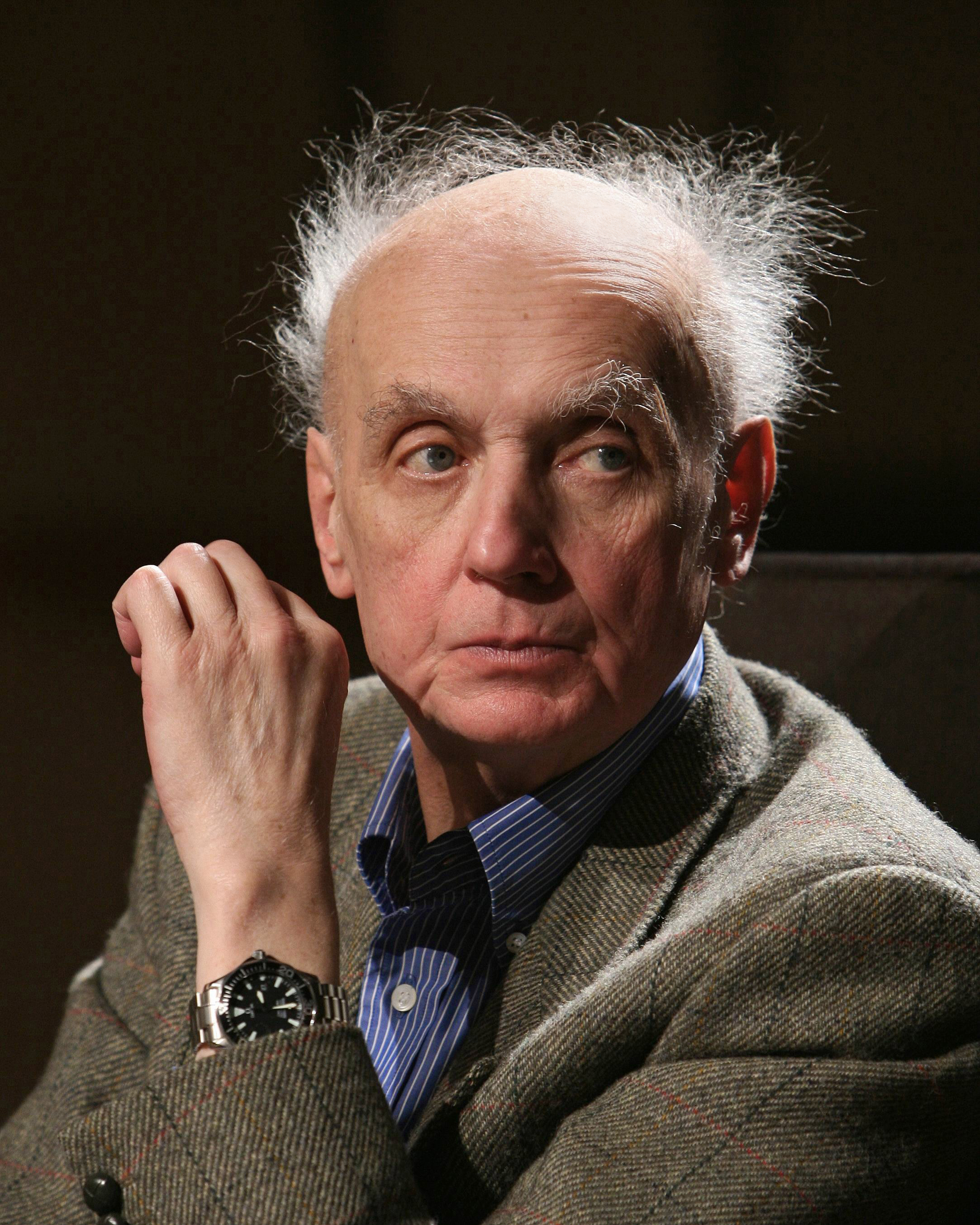
Wojciech Kilar (ici en 2006) tient à conserver les compositions de Kosma pour la première version.

Paul Grimault lui confie ce travail environ six mois après la mort de Prévert et lui laisse une complète liberté dans ses choix musicaux. Kilar refuse, par respect pour son prédécesseur, de remplacer les chansons composées par Joseph Kosma pour le premier film, et les intègre telles qu'elles furent composées à la bande originale du Roi et l'Oiseau. Certaines séquences courtes, comme la danse du petit clown ou la marche nuptiale, sont composées et enregistrées avant la réalisation du film, ce qui permet à Paul Grimault de réaliser l'animation en fonction de la musique pour une synchronisation optimale ; pour le reste, la musique est enregistrée une fois l'animation terminée, sans même que Grimault n'écoute des échantillons du travail de Kilar,. Les enregistrements ont lieu durant trois jours en Pologne et la musique est interprétée par le Grand Orchestre symphonique de la radio polonaise sous la direction de Stanislaw Wislocki. Kilar remet la partition dont il juge le thème principal « très romantique, très polonais » à Grimault le 23 avril 1979 : le réalisateur va alors seulement l'entendre pour la première fois.

« Paradoxalement, Paul et moi n’avons jamais parlé de musique. Je ne lui ai jamais soumis une seule maquette... À aucun moment, il m’a dit : Je souhaite tel type de musique, tel type d’orchestration... Il m’a simplement laissé ressentir le film de l’intérieur... Ce qui était la meilleure solution car, quoi qu’il arrive, les images du Roi et l’Oiseau appelaient d’elles-mêmes un certain climat, une certaine forme de musique. »

— Wojciech Kilar

### Enregistrement
La bande originale du film, éditée en CD par FGL Productions en 2011, contient les pistes suivantes :
| Bande originale de 1980 | Bande originale de 1980                            | Bande originale de 1980                                                      | Bande originale de 1980 | Bande originale de 1980 | Bande originale de 1980 | Bande originale de 1980 | Bande originale de 1980 | Bande originale de 1980 | Bande originale de 1980 |
| No                      | Titre                                              | Auteurs                                                                      | Durée                   |                         |                         |                         |                         |                         |                         |
| ----------------------- | -------------------------------------------------- | ---------------------------------------------------------------------------- | ----------------------- | ----------------------- | ----------------------- | ----------------------- | ----------------------- | ----------------------- | ----------------------- |
| 1.                      | Générique                                          |                                                                              | 2:35                    |                         |                         |                         |                         |                         |                         |
| 2.                      | Prélude au mariage                                 |                                                                              | 1:39                    |                         |                         |                         |                         |                         |                         |
| 3.                      | Les Appartements secrets                           |                                                                              | 0:28                    |                         |                         |                         |                         |                         |                         |
| 4.                      | La Chasse à l'oiseau                               |                                                                              | 1:10                    |                         |                         |                         |                         |                         |                         |
| 5.                      | Chanson du mois de mai n°12 : boîte à musique      | musique : Joseph Kosma, paroles : Jacques Prévert, interprète : Fabien Loris | 1:13                    |                         |                         |                         |                         |                         |                         |
| 6.                      | Chanson du mois de mai n°38 : la leçon des oiseaux | musique : Joseph Kosma, paroles : Jacques Prévert                            | 0:29                    |                         |                         |                         |                         |                         |                         |
| 7.                      | Berceuse paternelle                                | musique : Joseph Kosma, paroles : Jacques Prévert, interprète : Jean Martin  | 1:40                    |                         |                         |                         |                         |                         |                         |
| 8.                      | La Polka des lions                                 |                                                                              | 1:36                    |                         |                         |                         |                         |                         |                         |
| 9.                      | Le Petit Clown                                     |                                                                              | 0:52                    |                         |                         |                         |                         |                         |                         |
| 10.                     | Les Deux Rois                                      |                                                                              | 0:31                    |                         |                         |                         |                         |                         |                         |
| 11.                     | Les Grands Ateliers du roi                         |                                                                              | 3:16                    |                         |                         |                         |                         |                         |                         |
| 12.                     | La Bergère et le Ramoneur                          |                                                                              | 5:50                    |                         |                         |                         |                         |                         |                         |
| 13.                     | Le Portrait du roi                                 |                                                                              | 3:09                    |                         |                         |                         |                         |                         |                         |
| 14.                     | L'Escalier aux cent-mille marches                  |                                                                              | 1:41                    |                         |                         |                         |                         |                         |                         |
| 15.                     | La Marche nuptiale                                 |                                                                              | 1:03                    |                         |                         |                         |                         |                         |                         |
| 16.                     | Carillon                                           |                                                                              | 1:05                    |                         |                         |                         |                         |                         |                         |
| 17.                     | La Complainte de l'aveugle                         |                                                                              | 3:25                    |                         |                         |                         |                         |                         |                         |
| 18.                     | La Révolte des fauves                              |                                                                              | 3:08                    |                         |                         |                         |                         |                         |                         |
| 19.                     | La Fin du grand automate                           |                                                                              | 1:37                    |                         |                         |                         |                         |                         |                         |
| 20.                     | Épilogue                                           |                                                                              | 1:49                    |                         |                         |                         |                         |                         |                         |
| 21.                     | Générique de fin                                   |                                                                              | 2:36                    |                         |                         |                         |                         |                         |                         |
| 43 minutes              |                                                    |                                                                              |                         |                         |                         |                         |                         |                         |                         |

Un Hymne de Takicardie a également été imaginé et son interprétation proposée à Henri Salvador. Paul Grimault avait en fait hérité de Prévert quelques couplets d'une chanson chargés d'onomatopées et censés se superposer sur la séquence de l'usine, en harmonie avec le travail des ouvriers. Début 1978, Grimault rend donc visite au chanteur, ravi qu'on le sollicite pour mettre en musique une œuvre du poète, mais il déchante en prenant connaissance des paroles. Le projet est abandonné de part et d'autre sans rancœur.

### Analyse musicale

#### Thème principal et variations
Le film s'ouvre sur son thème musical principal, accompagnant le monologue introductif de l’Oiseau : 

C’est une ballade romantique pour piano et accompagnement de cordes (2 violons, alto, violoncelle et contrebasse), dans la tonalité de Fa# mineur. Son ton mélancolique va de pair avec celui de l’introduction, présentant successivement les ruines du château de Takicardie, puis la tombe de la défunte épouse de l’Oiseau, « victime d’un accident de chasse ». Cette ballade sera reprise de façon assez récurrente au cours du film, sous différentes formes et tonalités.
Le thème de la Bergère et du Ramoneur, autre thème musical important du film, en reprend la structure et la forme. La première partie, en La mineur, est un dialogue entre les deux instruments interprètes : le clavecin et le violon, jouant respectivement l’accompagnement et la mélodie principale. La seconde partie, en Mi mineur, repose toujours sur la même structure, mais cette fois-ci interprétée par un piano seul avec un tempo plus rapide. Le changement de tempo soudain au milieu du morceau correspond à un changement d’atmosphère : la première partie, lente et mélancolique est le dialogue amoureux entre les deux protagonistes, et la seconde, plus dramatique et rapide, leur évasion. Le morceau s’achève sur des accords arpégés évoquant les carillons, autre morceau inclus dans la bande originale.
On retrouve encore le thème principal sous trois autres formes, à trois reprises (le générique final est identique à celui d’introduction) :
- La sortie du château, faisant suite à l’évasion, dans la tonalité de Sol majeur (bien que le morceau commence en Sol mineur)
- La suite de l’évasion par l’escalier aux cent-mille marches, dans la tonalité de Sol mineur.
- L’épilogue, point culminant mélancolique sur fond de ruines, dans la tonalité de Fa majeur.

### Influence sur le Studio Ghibli

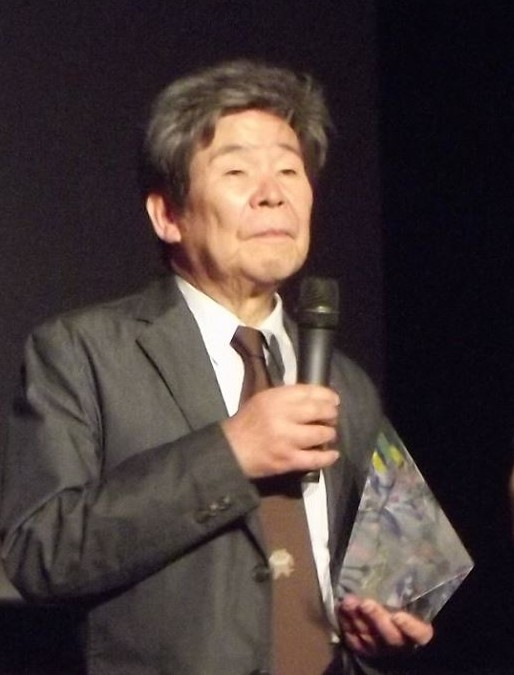
Isao Takahata (ici en 2014) n'aurait pas envisagé de faire carrière dans le cinéma d'animation s'il n'avait visionné La Bergère et le Ramoneur lors de ses études.

#### Le Roi

Le monarque absolu par excellence Louis XIV (tel que peint par Hyacinthe Rigaud) apparaît comme un modèle pour le roi du dessin animé, qui adopte sa posture.

#### L'Oiseau

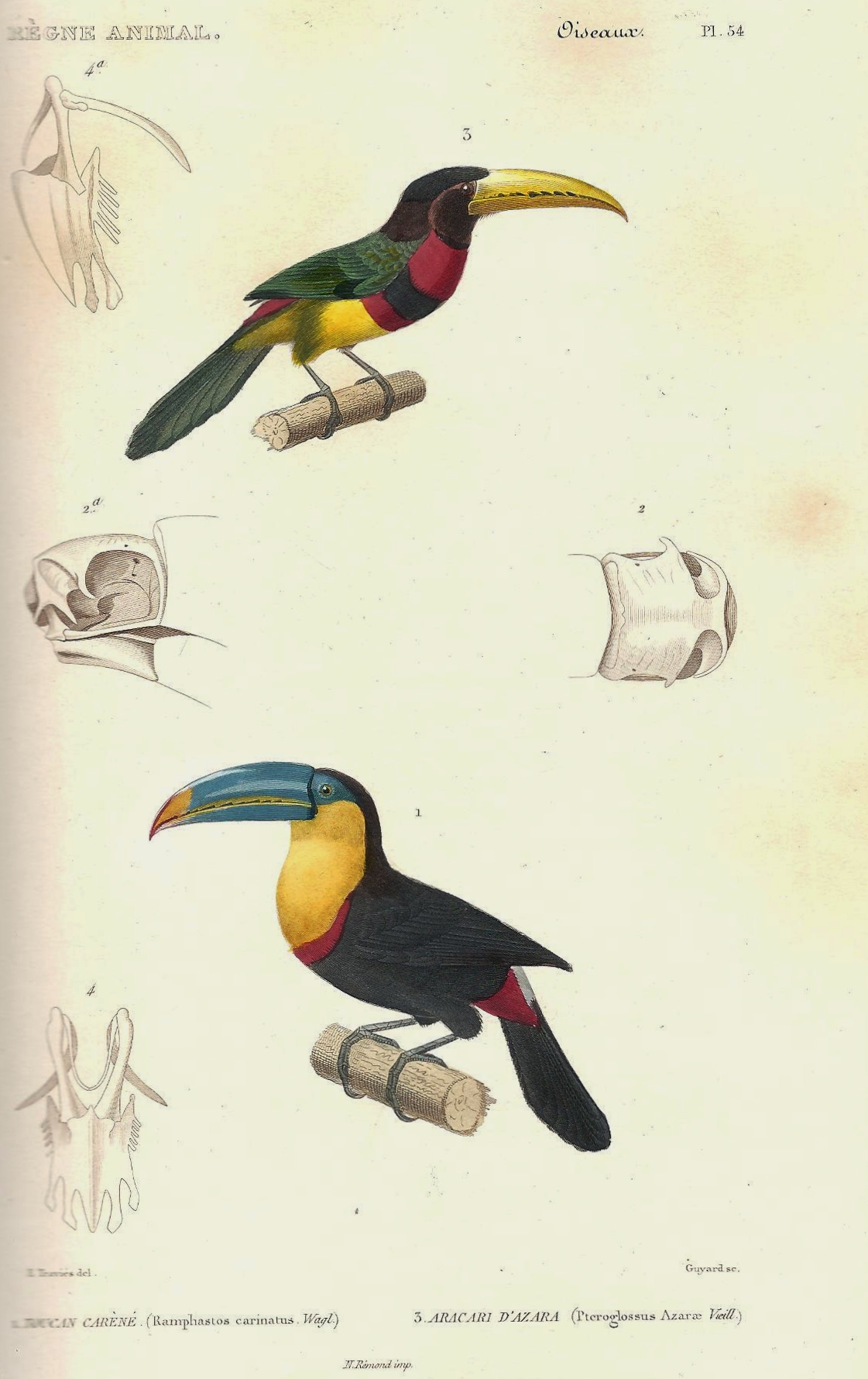
La figure semblable à un toucan de l'Oiseau est modelée sur l'exubérance de deux personnalités bien connues de Grimault, le Baron Mollet et Pierre Brasseur.

#### L'Automate

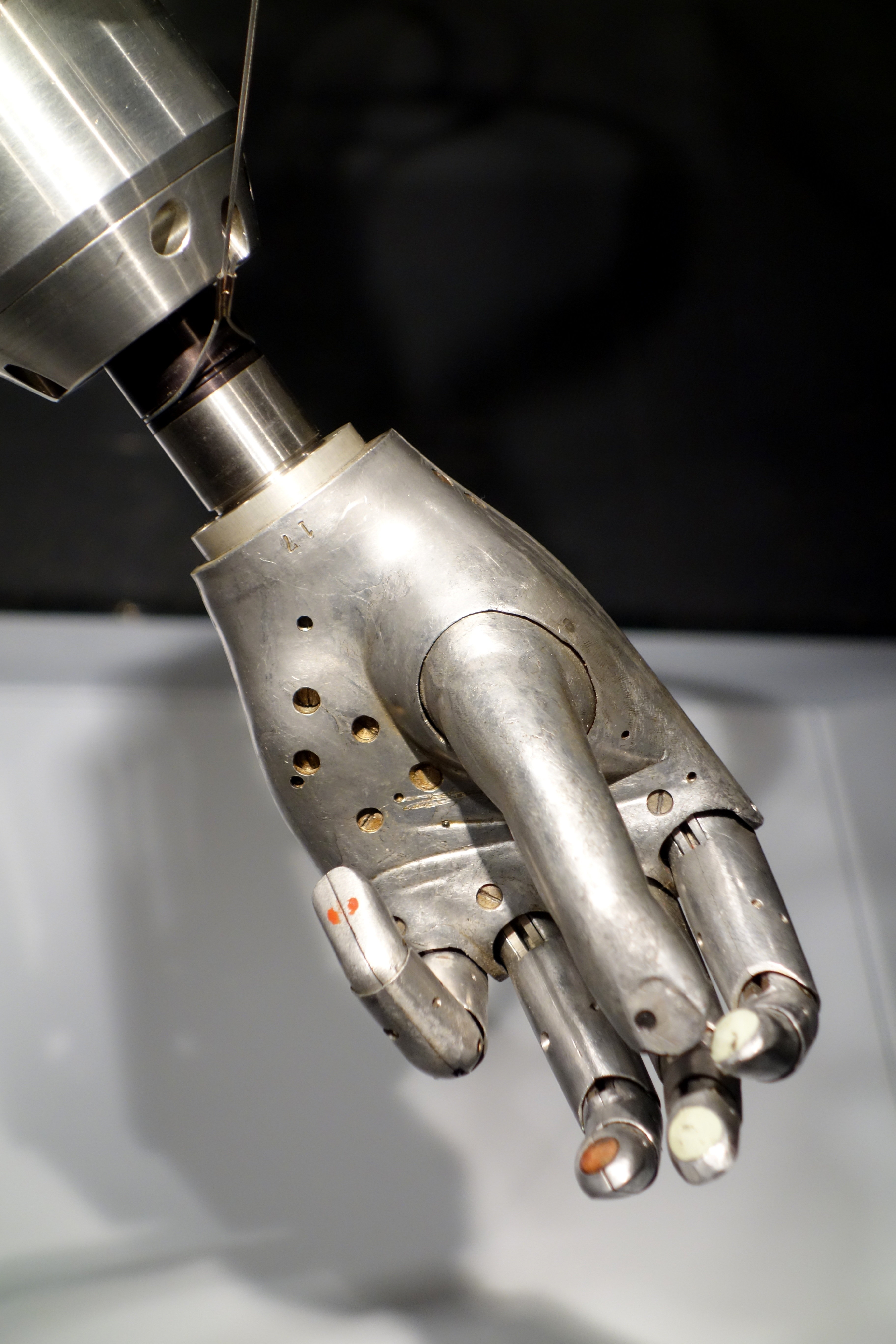
L'Automate gagne ses lettres de noblesse en faisant de sa paume le noyau de l'action (ici : un robot des années 1960).